# Mitrophrys barnsi
Mitrophrys barnsi is een vlinder uit de familie uilen (Noctuidae). De wetenschappelijke naam van deze soort is voor het eerst geldig gepubliceerd in 1921 door Joicey & Talbot.
De soort komt voor in tropisch Afrika.